# Werkvertrag (Österreich)
Der Werkvertrag ist in § 1151 ABGB definiert: Demnach entsteht ein Werkvertrag, „wenn jemand die Herstellung eines Werkes gegen Entgelt übernimmt“. Durch den Werkvertrag verpflichtet sich ein Werkunternehmer gegenüber einem Werkbesteller, einen gewissen Erfolg herzustellen. Der Erfolg kann in beweglichen oder unbeweglichen, körperlichen oder unkörperlichen Sachen bestehen, ist allerdings, in Abgrenzung zum Auftrag, tatsächlicher Natur. Anders als beim Dienstvertrag schuldet der Werkunternehmer ein Ergebnis und nicht nur eine Bemühung.
Der Werkvertrag ist ein Zielschuldverhältnis, wobei auch Dauerschuldverhältnisse (etwa Wartungsverträge) mit werkvertragsähnlichem Inhalt bestehen. Stellt der Hersteller auch das Material zur Verfügung (Werklieferungsvertrag), bestimmt § 1166 ABGB, dass im Zweifel ein Kaufvertrag anzunehmen ist. Der Vertrag ist allerdings ein Werkvertrag, wenn die Sache geradsinnig für die Bedürfnisse des Werkbestellers entsprechend seinen Wünschen angefertigt wird.
Ob die Entgeltlichkeit ein Kriterium des Werkvertrages darstellt, ist strittig. Grundsätzlich lässt sich dies gut argumentieren, insbesondere wegen des Wortlauts von § 1151 ABGB: „gegen Entgelt“. Folgt man dieser Ansicht, muss die unentgeltliche Herstellung tatsächlicher Erfolg als Auftrag qualifiziert werden, dessen Normen sich aber auf die Geschäftsbesorgung richten. Zu befürworten ist daher eher die Ansicht, dass die Normen des Werkvertrages, sofern möglich, auch auf unentgeltliche Werkverträge anzuwenden sind.
Die Schutzpflichten des Dienstgebers nach § 1157 ABGB gelten nach § 1169 ABGB sinngemäß auch für den Werkvertrag.

## Ausführung
Nach § 1165 ABGB ist der Werkunternehmer dazu verpflichtet, das Werk persönlich auszuführen oder unter seiner persönlichen Verantwortung ausführen zu lassen. Erfüllungsgehilfen sind dem Werkunternehmer nach § 1313a ABGB zurechenbar. Nur wenn diesbezüglich eine besondere Vereinbarung besteht, ist der Werkunternehmer zur höchstpersönlichen Herstellung verpflichtet. 

### Entgelt
Nach § 1152 ABGB hat der Besteller das bedungene (vereinbarte), ohne Vereinbarung ein angemessenes Entgelt zu leisten. Unentgeltlichkeit bedarf demnach einer ausdrücklichen Vereinbarung. Ohne anderslautende Vereinbarung ist das Entgelt nach § 1170 ABGB erst nach Vollendung des Werkes und dessen Prüfung zu leisten. Wenn der Werklohn nicht schon von Anfang an feststeht, ist dieser erst nach Zugang der Rechnung an den Besteller zu leisten. Die Verjährung der Werklohnforderung beginnt hierbei schon in dem Zeitpunkt, zu welchem dem Werkunternehmer die Rechnungslegung möglich ist.
Eine Pauschale besteht, wenn der Unternehmer die Herstellung des Werkes zu einem bestimmten Gesamtpreis verspricht. Das Werk muss in diesem Fall unabhängig von den notwendigen Arbeiten und Auslagen ausgeführt werden, so dass der Unternehmer die Gefahr des Mehraufwandes trägt, aber auch von einem geringeren Aufwand (unter dem Preis) profitieren kann.
Für die Entgeltforderung des Werkunternehmers besteht kein gesetzliches Pfandrecht, wobei die „Einrede des nicht erfüllten Vertrages“ nach § 1052 ABGB erhoben werden kann. An dem vom Werkbesteller bereitgestellten Material hat der Werkunternehmer ein Zurückbehaltungsrecht nach § 471 ABGB. Das Verbot des § 1440 ABGB steht hier nicht entgegen. 

### Kostenvoranschlag
Der Kostenvoranschlag ist eine Aufstellung der Kosten, die mit der Herstellung eines Werkes verbunden und vom Werkbesteller zu zahlen sind. In der Regel besteht die Bereitschaft, das Werk zu den angeführten Bedingungen herzustellen. Angebote (Offerte) sind grundsätzlich unentgeltlich; hat der Kostenvoranschlag aber nicht bloß Offertcharakter und ist dieser mit Vorarbeiten verbunden, ist dieser im Zweifel entgeltlich. Im Verbrauchergeschäft hat der Verbraucher nach § 5 Abs 1 KSchG für die Herstellung eines Kostenvoranschlags jedoch nur dann ein Entgelt zu zahlen, wenn er vorher auf die Zahlungspflicht hingewiesen wurde.
Bei einem „Kostenvoranschlag unter Garantie“ leistet der Unternehmer Gewähr für seine Richtigkeit. Nach § 1170a ABGB kann auch bei unerwarteten Kosten keine Erhöhung des Entgelts gefordert werden. Anders als beim Pauschalpreis muss der Werkunternehmer das Entgelt aber herabsetzen, wenn der Aufwand geringer als erwartet ist. Beim „Kostenvoranschlag ohne Gewähr“ hat der Besteller geringfügige Überschreitungen zu zahlen, wenn diese unvermeidlich sind. Im Fall, dass eine beachtliche Überschreitung unvermeidlich wird, muss der Unternehmer dies dem Werkbesteller anzeigen. Ohne diese Anzeige verliert der Unternehmer den Anspruch auf jede Mehrarbeit. Der Besteller kann in Folge die Mehrkosten hinnehmen oder vom Vertrag zurücktreten, wobei er die bisherige Arbeit des Unternehmers vergüten muss. Bis zur Anzeige durch den Unternehmer darf der Besteller annehmen, dass sich der Unternehmer an seinen Vorschlag gebunden fühlt.
Im Zweifel liegt ein Kostenvorschlag ohne Garantie vor. Im Verbrauchergeschäft gilt die Richtigkeit nach § 5 Abs 2 KSchG aber, wenn nichts Gegenteiliges ausdrücklich erklärt ist. 

### Gewährleistung und Schadenersatz
§ 1167 ABGB verweist auf die allgemeinen Vorschriften der §§ 922–933b ABGB. Der Werkunternehmer schuldet einen bestimmten Erfolg: Er kann sich in Bezug auf seine Gewährleistungspflicht daher nicht darauf berufen, dass er bei der Herstellung sorgfältig, unter Einhaltung der Regeln der Technik, vorgegangen ist. 

### Warnpflichten des Werkunternehmers
Stammt der benötigte Stoff vom Werkbesteller oder erteilt dieser Anweisungen, trifft den Werkunternehmer die Pflicht, den Besteller zu warnen, wenn der Stoff offenbar untauglich ist oder die Anweisungen offenbar unrichtig sind. Geht der Werkbesteller seiner Warnpflicht schuldhaft nicht nach, ist der Unternehmer nach § 1168 ABGB für den Schaden verantwortlich. Grundsätzlich gilt dies auch gegenüber einem sachkundigen Besteller, wobei hier ein Mitverschulden bestehen kann.
Auch wenn das herzustellende Werk für den von Werkbesteller beabsichtigten und dem Werkunternehmer bekannten Zweck untauglich ist, besteht eine Warnpflicht.
Die Warnpflicht kann eine vorvertragliche Pflicht („culpa in contrahendo“) darstellen, sie besteht aber auch dann, wenn sich die Mangelhaftigkeit des Stoffes erst während der Arbeit zeigt.
Der Besteller hat keinen Gewährleistungsanspruch, wenn der bereitgestellte Stoff oder die Anweisungen ungeeignet waren, der Werkunternehmer aber keine Warnpflicht verletzt hat. In diesem Fall ist daher der Gewährleistungsanspruch von einem Verschulden abhängig. Trifft auch den Besteller an der Beistellung des untauglichen Stoffes oder an den untauglichen Anweisungen ein Verschulden, besteht eine „geteilte Gewährleistung“. 

### Preisgefahr
In Bezug auf den Werkvertrag regelt die Preisgefahr
1. wer den Nachteil trägt, wenn die Ausführung des Werkes durch Zufall unterbleibt
2. wen der zufällige Untergang des bereits hergestellten Werkes trifft.

Mangels anderer Vereinbarung ist die Sphärentheorie anwendbar: Liegen die Umstände, welche die Ausführung verhinderten, auf Seite des Bestellers (oder lehnt dieser die Werkausführung ab), hat der Unternehmer weiterhin einen Entgeltsanspruch. Die Preisgefahr liegt demnach beim Besteller, wobei sich der Unternehmer anrechnen lassen muss, was er sich durch das Unterbleiben der Leistung erspart oder (durch andere Verwendung) erworben oder (absichtlich) zu erwerben versäumt hat. Hierbei trägt der Besteller die Beweislast dafür, dass sich der Werkunternehmer etwas anrechnen lassen muss. Wird die Ausführung durch Umstände, die auf Seite des Bestellers liegen, erschwert, hat der Unternehmer das Recht auf eine verhältnismäßige Erhöhung des Werklohns.
Liegen die Umstände für die Vereitelung nicht auf Seiten des Bestellers, verliert der Werkunternehmer seinen Entgeltanspruch.
Die Gefahr für ein bereits hergestelltes Werk richtet sich nach den Bestimmungen für den Kaufvertrag: Bis zur bedungenen Übergabe trifft diese den Unternehmer, danach den Besteller. Bei fehlender Vereinbarung eines Übergabezeitpunktes entscheidet die tatsächliche Ablieferung. Im Fall eines Annahmeverzugs geht die Gefahr jedenfalls auf den Besteller über. Geht das Werk vor der bedungenen Übergabe unter, hat der Unternehmer keinen Entgeltanspruch.
Den zufälligen Verlust des Stoffes trägt der Teil, der ihn bereitgestellt hat. Der Besteller trägt die Preisgefahr für das ganze Werk, wenn dieses wegen einer unrichtigen Anweisung oder wegen der Mangelhaftigkeit des von ihm bereitgestellten Stoffes untergegangen ist, sofern ihn der Unternehmer vor der Ausführung gewarnt hat. 

### Beendigung
Der Werkvertrag endet durch Erfüllung. Der Tod hat auf die gegenseitigen Verpflichtungen grundsätzlich keinen Einfluss, wobei § 1168 ABGB anwendbar wird, wenn das Werk durch den Tod sinnlos geworden ist. Wenn es sich um höchstpersönliche Leistungen handelt, endet der Vertrag durch den Tod des Unternehmers.
Der Werkunternehmer hat nach § 1168 Abs 2 ABGB ein besonderes Rücktrittsrecht: Wenn die zur Ausführung erforderliche Mitwirkung des Bestellers unterbleibt, kann der Unternehmer nach Setzung einer angemessenen Frist mit der Erklärung, dass ein „fruchtloses Verstreichen“ zur Aufhebung des Vertrages führt, vom Vertrag zurücktreten. 